# Cyclosa santafe
Cyclosa santafe Levi, 1999 è un ragno appartenente alla famiglia Araneidae.

## Etimologia
Il nome della specie è riferito alla denominazione completa della capitale colombiana fino al 1998: Santa Fé de Bogotá, nei cui dintorni sono stati rinvenuti gli esemplari

## Caratteristiche
L'olotipo femminile ha dimensioni: cefalotorace lungo 1,8 mm, largo 1,4 mm; opistosoma lungo 2,8 mm.

## Distribuzione
La specie è stata reperita nella Colombia centrale: 16 km ad ovest di Bogotà, appartenente al dipartimento di Cundinamarca.

## Tassonomia
Al 2013 non sono note sottospecie e dal 1999 non sono stati esaminati nuovi esemplari.